# Palais Ziller-Lovérdos
Le palais Ziller-Lovérdos (en grec moderne : Μέγαρο Τσίλλερ-Λοβέρδου / Mégaro Tsíller-Lovérdou) est un palais urbain construit en 1882 à Athènes, en Grèce. Conçu par l'architecte allemand Ernst Ziller, qui en fit sa résidence principale et son lieu de travail, l'édifice fut acheté en 1912 par le banquier grec Dionýsios Lovérdos (el). Ce dernier transforma une partie de la demeure pour y abriter son importante collection d'art post-byzantin. Le palais fut légué à l'État grec à partir de 1979 et d'importants travaux de restauration furent conduits dans les années 2010 en vue de le transformer en musée. Le lieu abrite depuis mai 2021 une partie de la collection Lovérdos en tant qu'annexe du Musée byzantin et chrétien d'Athènes.

## Histoire

### La résidence de ville d'Ernst Ziller (1882–1912)
Établi en Grèce de manière permanente en 1868, Ernst Ziller fut l’un des principaux architectes néo-classiques dans le pays. Il logea à partir de 1875 au sein d'un vaste domaine qu'il avait acheté au Pirée, à proximité du port de Zéa. En 1882, il acheta une parcelle à proximité du chantier de l'Académie d'Athènes et lança les travaux de construction de sa propre villa,. Les fonds nécessaires provenaient entre autres du baron Simon von Sina, avec lequel Ziller était lié d’amitié depuis ses années à Vienne. Sina légua 20 000 drachmes à Ziller dans son testament, somme qui correspondait au quart de ce que coûtait une villa en ville. Il fallut à Ziller des années de négociations avec les administrateurs de la succession du baron, mort à Vienne en 1876, pour qu’il puisse obtenir cet argent. Ziller dut vendre en plus 4 000 m2 de sa propriété du Pirée.
Les travaux de la villa athénienne furent achevés en 1885. Le monument fut à la fois la résidence principale de l'architecte et de sa famille, son atelier et son bureau. Il comporta également un salon de musique pour l'épouse d'Ernst Ziller, Sofía Doúdou, pianiste de renom. De nombreuses personnalités artistiques et politiques, telles Wilhelm Dörpfeld, Aléxandros Rízos Rangavís et Panagís Tsaldáris, fréquentèrent les lieux à l'invitation du couple Ziller,.

### La maison-musée de la famille de Dionýsios Lovérdos (1912–1979)
Ruiné par des choix financiers infructueux en 1900, Ziller fut contraint de vendre sa maison pour 150 000 drachmes, malgré la transformation d'une partie de l'édifice en internat pour percevoir quelques revenus locatifs. Elle fut acquise par l'économiste, banquier et collectionneur d'art Dionýsios Lovérdos en 1912. Ce dernier fit remanier l'étage du corps principal puis, quelques années plus tard, fit ériger une chapelle dans le jardin de Ziller et réaménager l'ancien atelier de l'architecte dans le but de présenter sa collection de près de 500 icônes,.

### De la donation privée à la collection publique (1979–2021)

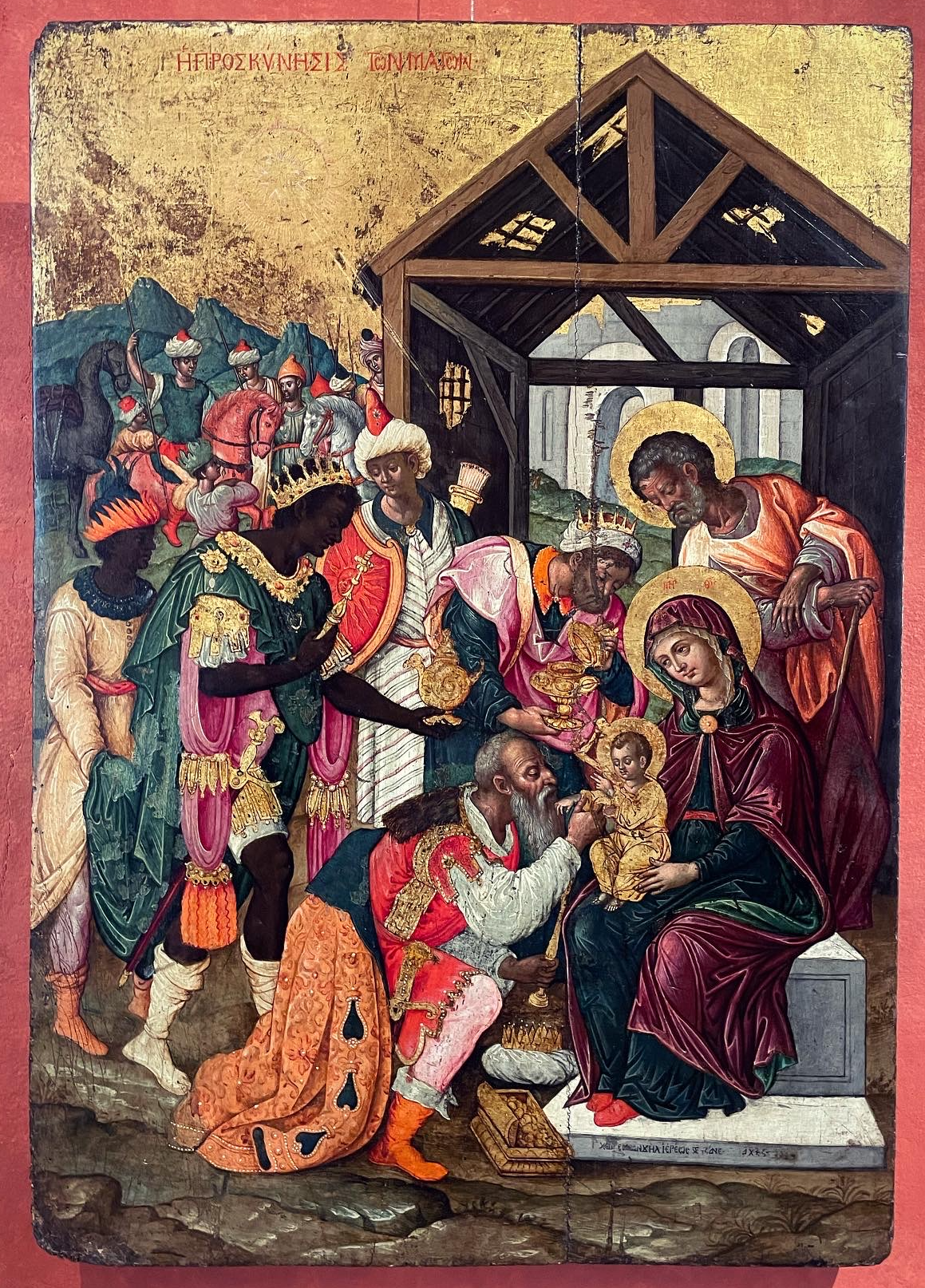
LAdoration des Mages d'Emmanuel Tzanes (XVIIe siècle), collection Lovérdos.

Les deux héritières de Dionýsios Lovérdos, María Lovérdou et Ioánna Vassiliádis, confièrent la collection de leur père au ministère de la Culture en 1979. En 1980, le palais fut victime d'un incendie alors qu'il abritait les loges de l'Opéra national de Grèce. L'édifice fut inscrit sur la liste des bâtiments protégés en Grèce l'année suivante.
La donation de la propriété, actée en 1992, contractualisa le rattachement du lieu au Musée byzantin et chrétien et la conversion de la bâtisse en musée ouvert au public. Les projets initiaux, au milieu des années 2000, prévoyaient que le lieu abrite une collection de dessins, de plans et d'archives photographiques du Musée byzantin et chrétien d'Athènes. Toutefois, ruiné par les tremblements de terre, l'incendie, les pillages et son utilisation pour des cérémonies sataniques, le monument resta près de deux décennies dans un état d'abandon manifeste. Des études furent finalement engagées en 2011 par les services du ministère de la Culture et les travaux de restauration commencèrent en 2014. Avec cinq années de retard et un budget total de 5 220 696 euros, le palais Ziller-Lovérdos est ouvert au public en mai 2021. Il abrite une partie des icônes, iconostases et sculptures en bois de l'école crétoise et ionienne formant la collection Lovérdos,.

## Architecture
Le palais Ziller-Lovérdos, qui comporte plus 1 000 m2 de trois niveaux et un terrain de près de 573 m2, consiste en un ensemble de bâtiments d'époque et de fonction différentes. Les deux propriétaires privés que furent Ernst Ziller et Dionýsios Lovérdos introduisirent de multiples modifications à la configuration originelle.

### L'œuvre néo-classique et néo-Renaissance de Ziller
D'après les plans initiaux, le corps principal présente un sous-sol surélevé servant d'espace de stockage et de service, le rez-de-chaussée est dévolu aux pièces de réception et aux bureaux, tandis que l'étage est occupé par les chambres à coucher. La façade néo-classique présente huit bustes de caryatides en haut-relief supportant le linteau en saillie des fenêtres de l'étage. À l'intérieur, du marbre de l'Hymette orne le sol du rez-de-chaussée et les décors peints sont l'œuvre de l'artiste slovène Jurij Šubic (de). L'art de la fresque est particulièrement sensible dans le salon dit « de Pompéi », exemple du style néo-Renaissance en vogue à l'époque, dans les plafonds à volutes, ainsi que dans les détails des monogrammes des époux Ziller dans les appartements privés,. Une aile à l'est formait une terrasse et permettait de relier le logis à l'atelier, situé plus au sud de la propriété. Une petite fontaine occupait le centre du jardin. Les plans originaux de Ziller sont actuellement conservés à la Pinacothèque nationale d'Athènes,. L'architecte apporta quelques modifications à l'édifice entre 1900 et 1905, aménageant notamment certaines parties du sous-sol en salons familiaux.

### Les transformations muséales d'inspiration byzantine de Lovérdos
Devenu propriétaire des lieux, Dionýsios Lovérdos fit plusieurs modifications d'envergure entre 1913 et 1925. Un étage fut notamment ajouté à l'aile orientale et des cuisines furent aménagées, alors que l'ancien atelier fut transformé en salle de réception. Entre 1925 et 1930 furent conduits les travaux visant à transformer le palais en musée privé, sous l'égide de l'architecte Aristotélis Záchos et de l'historienne Angelikí Chatzimicháli (el). La collection fut principalement installée dans l'ancien atelier de Ziller, au sein duquel une niche inspirée de l'abside des églises fut créée. Une chapelle à la coupole en mosaïque de style byzantin, communiquant avec l'escalier sud du logis, fut construite dans l'aile ouest de la propriété. Les circulations furent par ailleurs modifiées et de nouveaux escaliers en boiseries fines mis en place. Après le décès de Dionýsios Lovérdos en 1936, quelques modifications mineures furent engagées par ses héritières, comprenant en particulier la transformation de l'une des deux chambres de Sofía Doúdou-Ziller en cuisine.

## Galerie

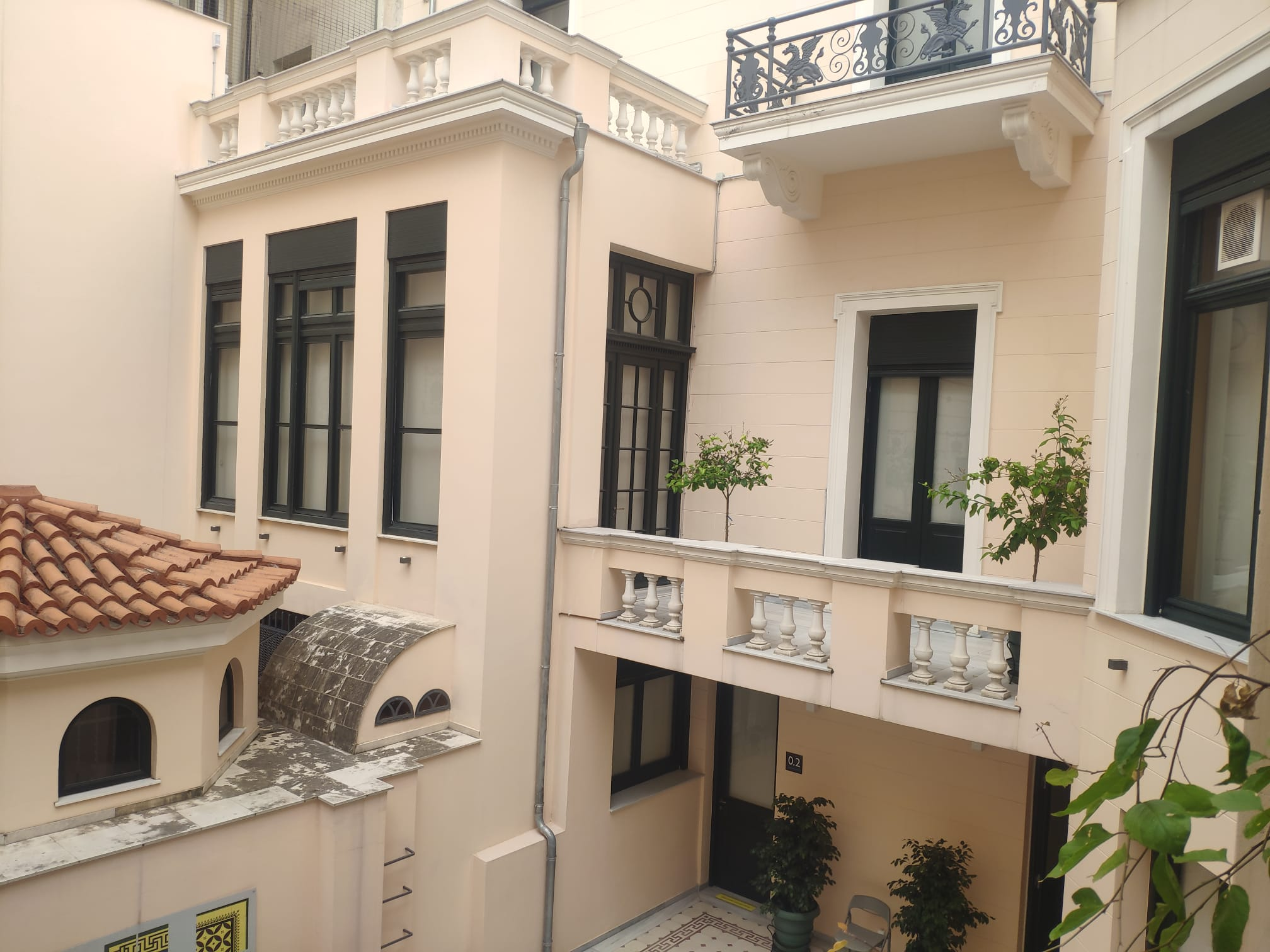
Cour intérieure du palais restauré depuis l'est.
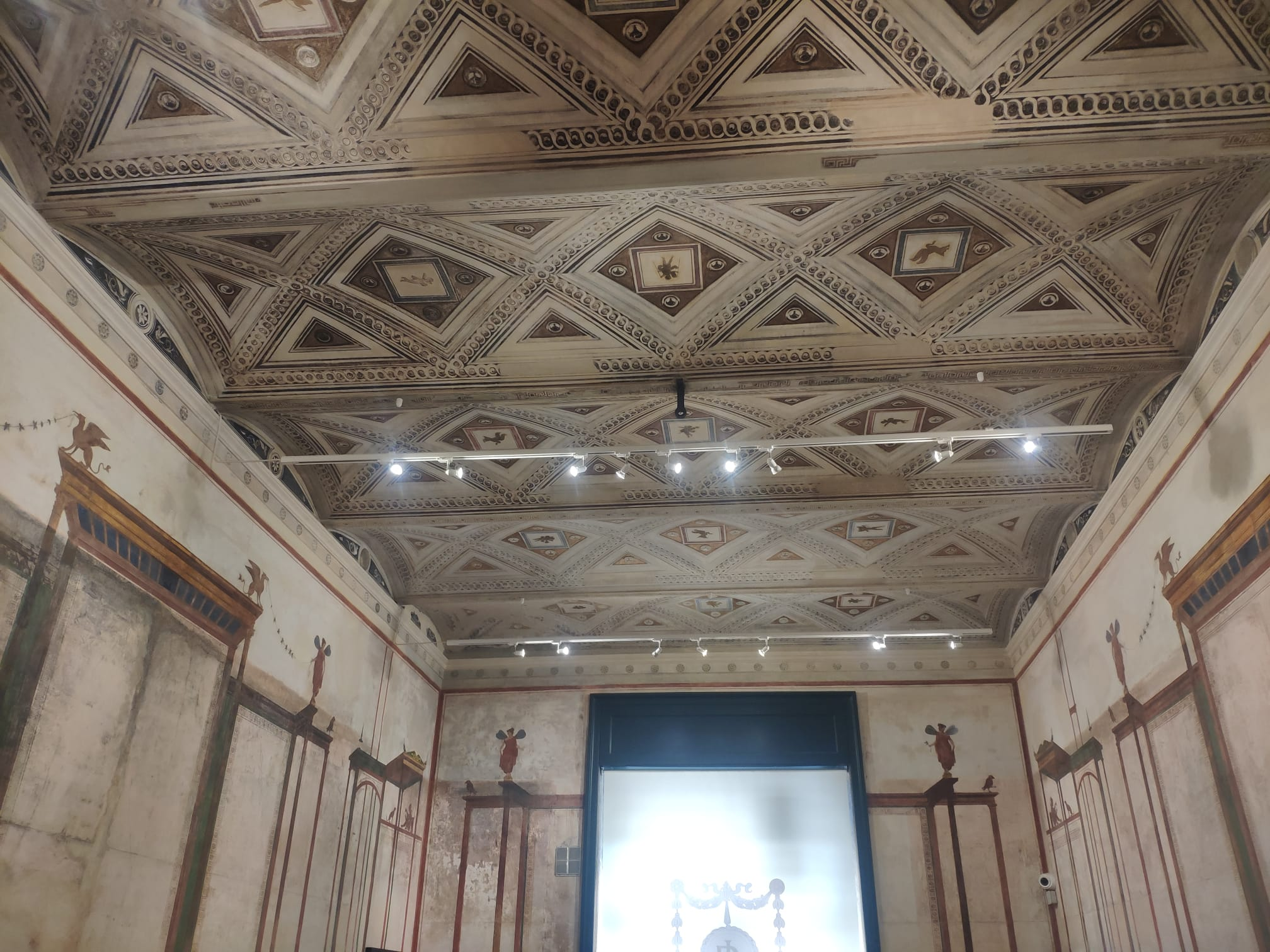
Salon dit « de Pompéi », au rez-de-chaussée côté nord-est.
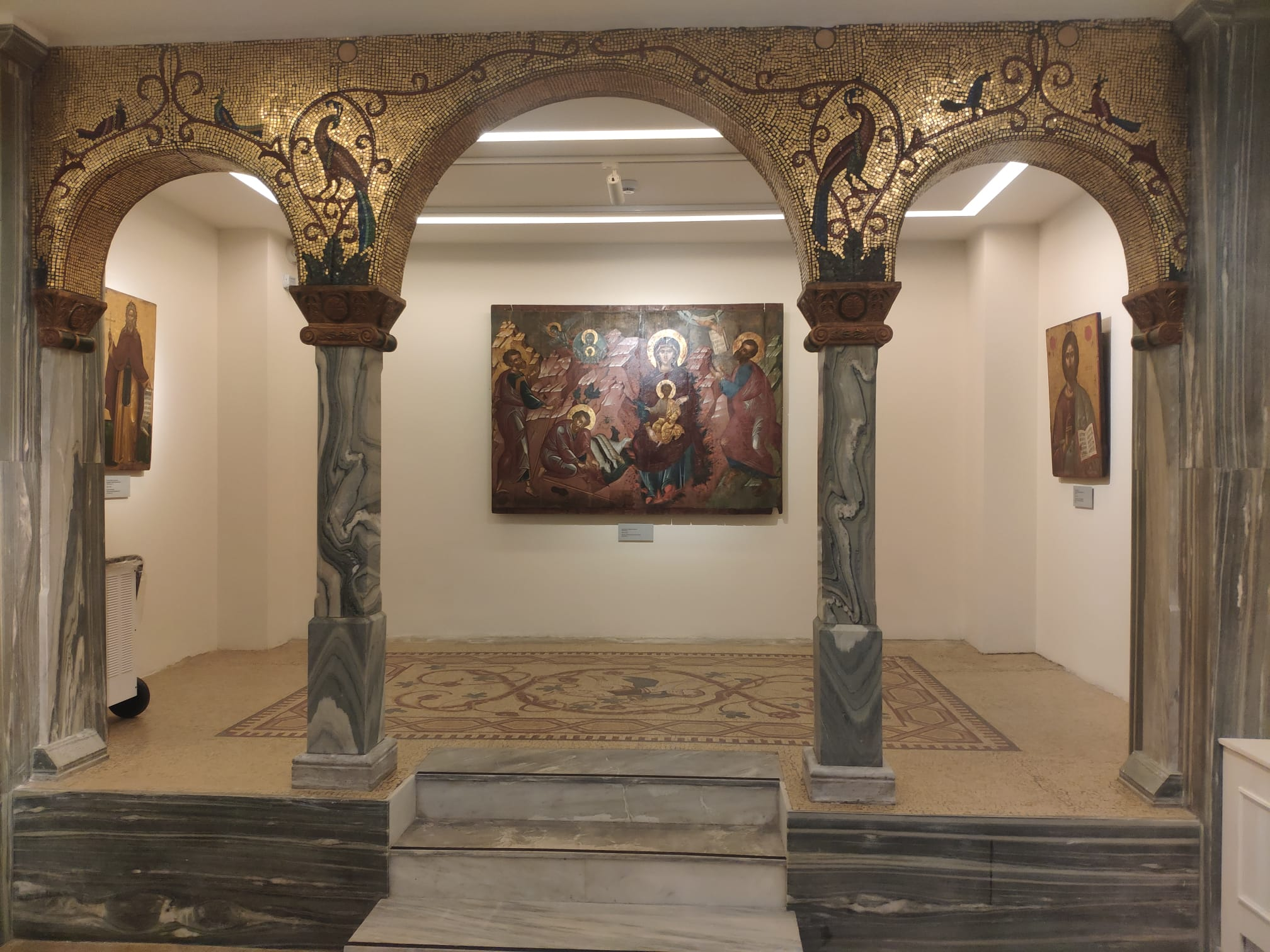
Ancien atelier de Ziller, aménagé par Lovérdos comme salle principale de son musée.
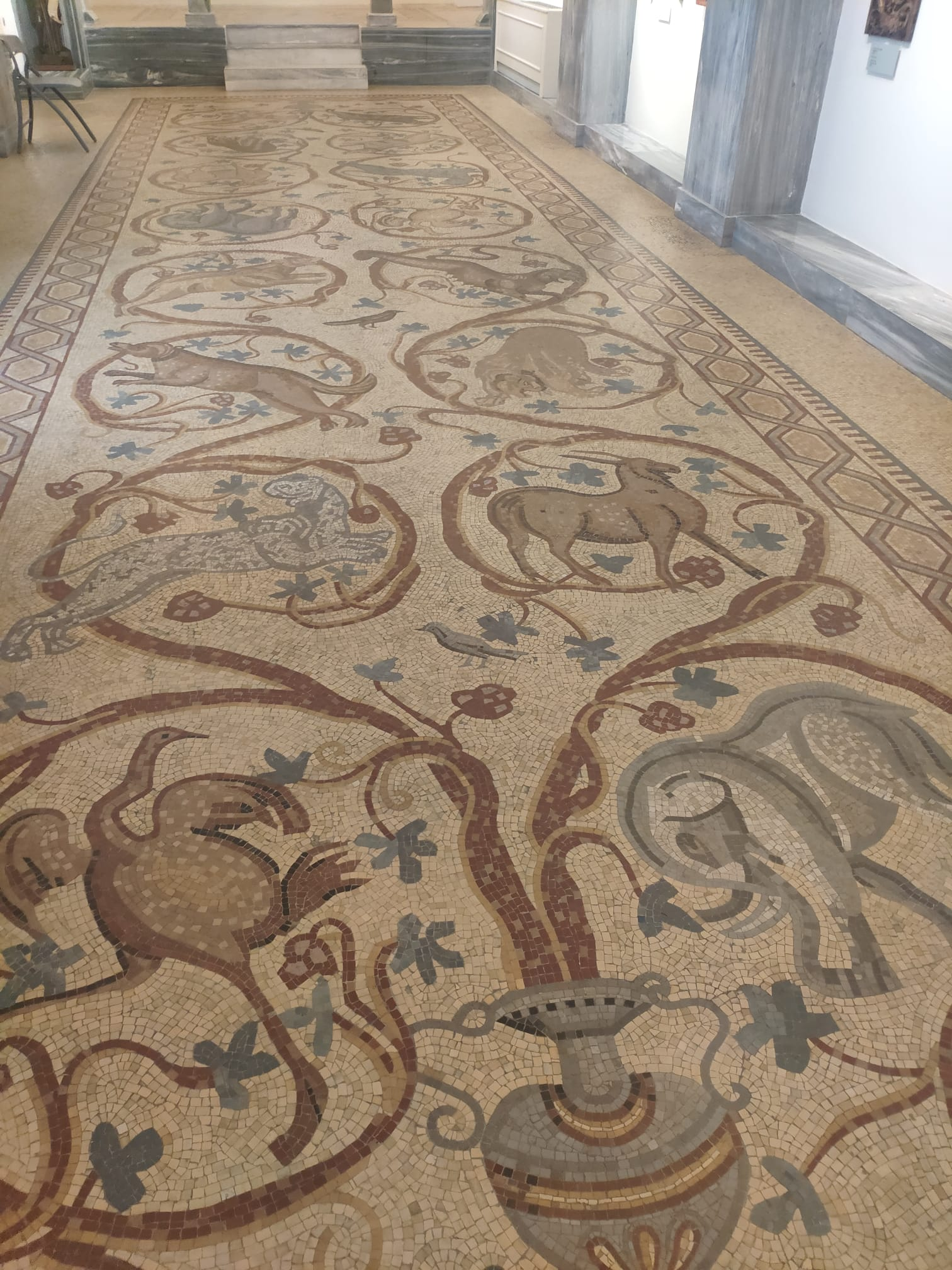
Sol en mosaïque du musée Lovérdos.
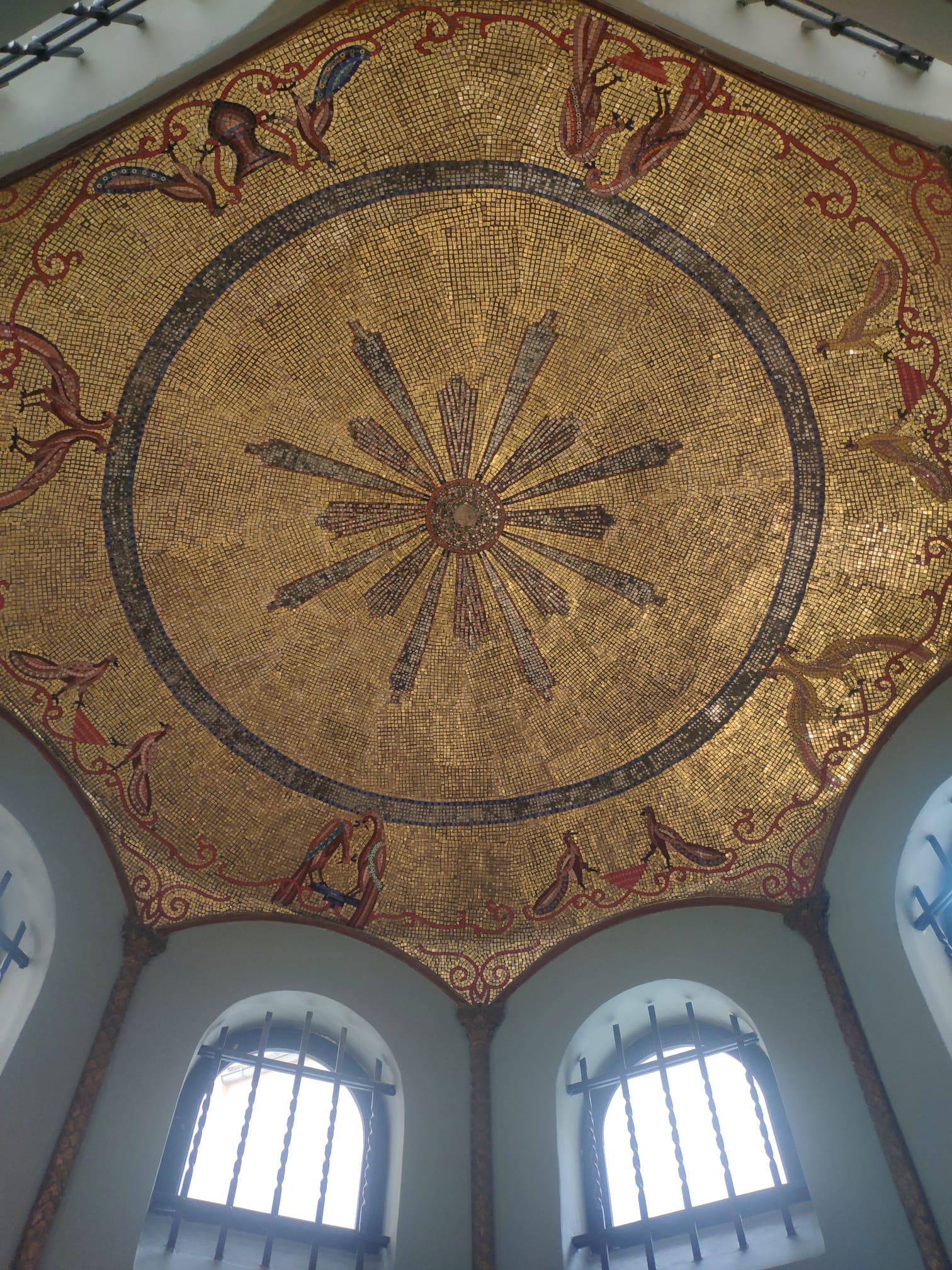
Coupole en mosaïque de la chapelle.